# العقد البيئي
العقد البيئي: هو وسيلة للتعبير عن حقوق ومسؤوليات المواطنين والشركات والدولة عندما يتعلق الأمر بالبيئة.
ولا يُعرف من اخترع هذا المصطلح. استخدمها السياسي البريطاني ديفيد ميليباند عندما تم تعيينه وزيراً للبيئة في مايو 2006، في مدونته،  أو في المقال  على موقع بي بي سي نيوز. بدأ في إطلاق موقع ويكي ، لتشكيل عقد بيئي. ومع ذلك، حُرر الموقع بشكل كبير من قبل المسؤولين الحكوميين، مما جعل عملية التفاعل مع الجمهور عديمة الجدوى.
يمكن النظر إلى هذا المصطلح على أنه دعوة إلى التشابه مع فكرة العقد الاجتماعي بين العمال وأصحاب العمل والدولة، وهو العقد الذي عزز أساس دولة الرفاهية. وقد جادل البعض بأنه مثلما كان العقد الاجتماعي وسيلة لمعالجة التفكك الاجتماعي، فإن العقد البيئي يمكن أن يكون وسيلة لمعالجة الآثار البيئية التي تشكل تهديدًا للناس والكوكب في القرن الحادي والعشرين.

## المواطنة البيئية
تُعرّف المواطنة البيئية (EC) بأنها السلوك المسؤول المؤيد للبيئة للمواطنين الذين يعملون ويشاركون في المجتمع كعوامل تغيير في المجالين الخاص والعام، على المستوى المحلي والوطني والعالمي، من خلال الإجراءات الفردية والجماعية، في الاتجاه نحو حل المشاكل البيئية المعاصرة، ومنع خلق مشاكل بيئية جديدة، وتحقيق الاستدامة، فضلاً عن تطوير علاقة صحية مع الطبيعة.
تشمل المواطنة البيئية ممارسة الحقوق والواجبات البيئية، فضلاً عن تحديد الأسباب الهيكلية الكامنة وراء التدهور البيئي والمشاكل البيئية، وتنمية الاستعداد والكفاءات للمشاركة الحاسمة والفعالة والمشاركة المدنية لمعالجة الأسباب الهيكلية، يكون العمل فردياً وجماعياً ضمن الوسائل الديمقراطية، مع مراعاة العدالة بين الأجيال وداخلها. تعد المواطنة البيئية عاملاً رئيسياً في استراتيجية النمو للاتحاد الأوروبي (أوروبا 2020) ورؤيته للتنمية المستدامة والاقتصاد الأخضر والمجتمع منخفض الكربون (خارطة طريق الاتحاد الأوروبي 2050).
وبسبب تأكيده على الحقوق والمسؤوليات، هناك روابط واضحة بين العقد البيئي ومفاهيم المواطنة البيئية. قد تسلط المفوضية الأوروبية الضوء على أبحاث العقد البيئي في الطريقة التي يتم بها بناء الجماهير في بيئات الحياة اليومية، إذا كانت مبنية بقوة حول مفاهيم العدالة والمعرفة واللغة.

## نقد
الاستدامة لها ما يبررها في حد ذاتها
يمكن أن تبدو الفكرة وكأنها تتلخص في نوع من أنواع الأفكار "سأفعل إذا أردت". ولكن العمل من أجل الاستدامة، مثل مراعاة احتياجات أجيال المستقبل (بما في ذلك معالجة التأثيرات البيئية)، يمكن تبريره في حد ذاته. وعلى نحو مماثل، إذا كان هناك رأي مفاده أن العمل بشأن تغير المناخ، على سبيل المثال، أمر ملح وحتمي، فقد يُقال إن نهج "سأفعل، بغض النظر عما تفعله" هو نهج أكثر مسؤولية.
مزيد من الانتقادات
ويبدو أن بعض الانتقادات الموجهة لفكرة العقد الاجتماعي تنطبق هنا أيضًا.

## اقرأ أيضا
سياسات بيئية.